# Veselý Žďár
Veselý Žďár (německy Lustig Saar) je obec v okrese Havlíčkův Brod v Kraji Vysočina. Žije zde 599 obyvatel.

## Historie
První písemná zmínka o obci pochází z roku 1379 (v listinách bylo uvedeno jméno "Zdar"). V této době ve vesnici stál arcibiskupský statek, který patřil k Herálci. V roce 1420 (doba husitských válek) byl Žďár součástí Lipnice. Několik let po bitvě na Bílé Hoře byla vesnice zkonfiskována a připadla k Habrům do majetku francouzského šlechtice Verniera.
Obec měla dva panské dvory: Benákovu chalupu a Pelestrov. Původní dvůr (Benákova chalupa) z roku 1591 pustl, než se stal v roce 1654 majetkem císařského rychtáře v Německém Brodě Jana Hendrycha z Lewenfelsu, který z něj udělal rytířský statek. V roce 1787 se stal součástí okrouhlického panství. Bylo tomu tak až do roku 1876, kdy se obec definitivně oddělila od Okrouhlice a Veselý Žďár se stal samostatnou obcí. Druhý dvůr Pelestrov se stává v roce 1946 (kdy umírá lesní rada Matouška) součástí panství Větrný Jeníkov.

## Obyvatelstvo
| Rok            | 1869 | 1880 | 1890 | 1900 | 1910 | 1921 | 1930 | 1950 | 1961 | 1970 | 1980 | 1991 | 2001 | 2011 | 2021 |
| -------------- | ---- | ---- | ---- | ---- | ---- | ---- | ---- | ---- | ---- | ---- | ---- | ---- | ---- | ---- | ---- |
| Počet obyvatel | 582  | 570  | 555  | 521  | 594  | 656  | 640  | 572  | 564  | 526  | 510  | 457  | 470  | 517  | 580  |
| Počet domů     | 80   | 85   | 90   | 90   | 93   | 104  | 127  | 139  | 129  | 138  | 147  | 159  | 169  | 192  | 216  |

## Obecní správa

### Obecní symboly
Znak a vlajka byly obci uděleny rozhodnutím předsedy Poslanecké sněmovny Parlamentu České republiky dne 27. února 2004.

### Představitelé[4]
| období   | do 1932      | 1932–1938       | 1938–1946          |
| -------- | ------------ | --------------- | ------------------ |
| starosta | Josef Vácha  | František Kubát | Josef Vácha        |
| náměstek | Josef Prášek | František Nový  | František Matoušek |

| období       | 1946–1950       | 1950–1954    | 1954–1960       | 1960–1964   | 1964–1966        | 1966–1990        |
| ------------ | --------------- | ------------ | --------------- | ----------- | ---------------- | ---------------- |
| předseda MNV | František Pecha | Vojtěch Král | František Pecha | Josef Pecha | Josef Král       | Václav Šimek     |
| tajemník     | Vojtěch Král    |              | Jan Král        | Josef Král  | Vladimír Kučírek | Vladimír Kučírek |

| období        | 1990–1994      | 1994–1998             | 1998–2006             | 2006–2010             | 2010–2014       | 2014–2018       | 2018–2020           |
| ------------- | -------------- | --------------------- | --------------------- | --------------------- | --------------- | --------------- | ------------------- |
| starosta      | Josef Kubát    | Ing. Zdeněk Trávníček | Ing. Zdeněk Trávníček | Ing. Zdeněk Trávníček | Josef Zadina    | Ing. Jan Panský | Kateřina Klementová |
| místostarosta | Václav Beránek | Václav Beránek        | Karel Hlaváč          | Luboš Jiráček         | Ing. Jan Panský | Lukáš Píbil     | Martin Suchý        |

| Období        | 2020–dosud        |
| ------------- | ----------------- |
| starosta      | Martin Suchý      |
| místostarosta | Ing. Martin Píbil |

## Ocenění
Obec Veselý Žďár v roce 2007 obdržela ocenění v soutěži Vesnice Vysočiny, konkrétně získala ocenění zelená stuha, tj. ocenění za péči o zeleň a životní prostředí.

## Pamětihodnosti
- Kaple sv. Václava
- Pelestrovská studánka

### Pomníky[4]
- Pomník svobody
- Pomník padlých
- Pomník Fr. Matouškovi

### Kříže[4]
- Na Žamberku (Melounů čp.28)
- Nad starou školou (Javůrkův čp.2)
- V zahradě u Pipků (Pipkův čp. 43)
- Šmodlak (Kučírků čp.29)
- Křižovatka Valečov (Doležalův čp.5)

## Školství
- Základní škola a mateřská škola Veselý Žďár